# Brittney Skye
Brittney Skye (Los Ángeles, California; 5 de noviembre de 1977), nombre artístico de Brandie Rae Rothwell, es una actriz pornográfica estadounidense.

## Carrera profesional
Antes de comenzar a trabajar como actriz porno trabajaba en una tienda diseñando habitaciones de niños. Brittney rodó su primera escena en el año 2001 y en la actualidad ha rodado más de 320 películas, destacando su participación en varias películas de la saga de Shane's World y convirtiéndose en una de las mayores estrellas en la industria pornográfica norteamericana que trabaja sin ningún contrato para ninguna compañía. No quiere firmar ningún contrato ni comprometerse con ninguna compañía de la industria porno ya que, según ella misma afirma, quiere trabajar para sí misma.
Brittney es célebre por su enorme afición por la lucha libre, en especial por los combates de la UFC a los que acude habitualmente y se ha convertido en un icono de la UFC. Además es culpable de que la afición por los combates de la UFC esté comenzando a extenderse entre las actrices porno, como es el caso de Jenna Jameson o Teagan Presley que han comenzado a acudir a los combates tras conocer la gran afición de Brittney. Brittney afirma que el actor porno con el que más le gusta trabajar y con el que más ha disfrutado es Nacho Vidal y la actriz porno con la que más le gusta trabajar es Belladonna. Además Brittney Skye es hiperactiva.
Una conocida anécdota sobre Brittney es que el 15 de junio de 2003, se coló en el campo de golf Olympia Fields en Chicago mientras se celebraba la final del Open de golf de Estados Unidos. Desnuda de cintura para arriba y llevando la dirección de un casino de internet que estaba promocionando escrita en el pecho y en la espalda, intentó regalar una flor a Jim Furyk, uno de los golfistas competidores (quien después dijo que el incidente le había producido más vergüenza que distracción y acabó ganando el torneo). Estos hechos hicieron que Brittney Skye fuese acusada de escándalo público por las autoridades estadounidenses, (ya que en Estados Unidos mostrar la delantera desnuda en un lugar público es ilegal para una mujer) y que pasara una noche en la cárcel. Los cargos quedaron como delitos menores.

## Premios
- 2004: Nominación al Premio AVN a la Mejor actriz revelación
- 2006: Premio AVN a la mejor escena de sexo en pareja (vídeo) - por la película Porn Star con el actor Tommy Gunn
- 2006: Nombrada por MySpace una de las 10 chicas más sexys de los Estados Unidos. (top 10 hottest girls in the country)